# Propsteiamt Blankenau
Das Propsteiamt Blankenau war eine Gerichts- und Verwaltungseinheit des geistlichen Fürstentums Fulda und des Fürstentums Nassau-Oranien-Fulda.

## Geschichte
Das Propsteiamt Blankenau war ein fuldisches Amt, in dem der Propst der Propstei Blankenau die Herrschaftsrechte anstelle des Abts ausübte, daher die Bezeichnung als Probsteiamt. Das Kloster Blankenau war seit seiner Gründung 1262 fuldischer Besitz.
Im 17. Jahrhundert führte die Auseinandersetzung des Abtes mit dem Kapitel zu einer Unabhängigkeit der Propsteiämter von der fuldischen Regierung. 1656 wurde eine erste diesbezügliche Vereinbarung zwischen Abt und Kapitel getroffen, die 1681 und zuletzt 1726 bestätigt wurde. Das Kloster hatte damit die unumschränkte Vogtei und verfügte über alle Verwaltungs- und Gerichtsrechte außer der Zent. Die probsteilichen Beamten erhoben die Steuern und lieferten diese direkt bei der Landesobereinnahme ab. Die Untertanen huldigten dem Fürstabt, dem auch die peinliche Gerichtsbarkeit zustand. 
An der Spitze des Propsteiamtes stand der Propst. Vor Ort war ein Beamter eingesetzt, der die Aufgaben eines Amtmannes hatte, aber die Amtsbezeichnung Beamter trug.
Das Fürstentum Nassau-Oranien-Fulda entstand aufgrund des Reichsdeputationshauptschlusses 1803. In Bezug auf die Rechtsprechung und Verwaltung wurde mit der Landesherrlichen Verordnung die Ober= und Ämter betreffend vom 8. Januar 1803 eine Neuorganisation der bestehenden Ämter vorgenommen. Das Propsteiamt Blankenau wurde in ein fürstliches Amt umgewandelt und blieb räumlich zunächst unverändert. Das Amt trug nun die Bezeichnung eines Amtes III. Klasse. Durch Bekanntmachung vom 22. März 1805 wurde das Amt aufgehoben und die Bestandteile dem Oberamt Großenlüder zugeordnet.

## Umfang
Am Ende des HRR bestand das Amt aus Blankenau, Gersrod und Hainzell.